# Mactrellona clisia
Mactrellona clisia is een tweekleppigensoort uit de familie van de Mactridae. De wetenschappelijke naam van de soort is voor het eerst geldig gepubliceerd in 1915 door Dall.